# Baby Ariel
Ariel Rebecca Martin (Pembroke Pines, 22 november 2000) is een Amerikaanse actrice en zangeres.

## Biografie
Ariel is geboren en getogen in Pembroke Pines, Florida, als zoon van een Panamees vader en een Cubaans-Israëlische moeder. Ariel begon en voltooide haar middelbare schoolopleiding aan Pine View School in Florida en ging na het behalen van haar diploma naar de Universiteit van Florida.